# Dihidrolipoilizin-ostatak acetiltransferaza
Dihidrolipoilizin-ostatak acetiltransferaza (EC 2.3.1.12, acetil-KoA:dihidrolipoamidna -acetiltransferaza, dihidrolipoamidna -acetiltransferaza, dihidrolipoatna acetiltransferaza, dihidrolipoinska transacetilaza, dihidrolipoilna acetiltransferaza, lipoatna acetiltransferaza, lipoatna transacetilaza, lipoinska acetiltransferaza, lipoinska kiselina acetiltransferaza, lipoinska transacetilaza, lipoilacetiltransferaza, tioltransacetilaza A, transacetilaza X, enzim-dihidrolipoillizin:acetil-KoA S-acetiltransferaza, acetil-KoA:enzim 6-N-(dihidrolipoil)lizin S-acetiltransferaza) je enzim sa sistematskim imenom acetil-KoA:enzim N6-(dihidrolipoil)lizin -acetiltransferaza. Ovaj enzim katalizuje sledeću hemijsku reakciju
acetil-KoA + enzim 6-(dihidrolipoil)lizin {\displaystyle \rightleftharpoons } KoA + enzim -acetildihidrolipoil)lizin
Multimer (24-mer ili 60-mer, u zavisnosti od izvora) ovog enzima formira osnovu piruvat dehidrogenaznog multienzimskog kompleksa.

## Literatura
- Gunsalus, I.C. (1954). „Group transfer and acyl-generating functions of lipoic acid derivatives”.  Ур.: McElroy, W.D. and Glass, B. A Symposium on the Mechanism of Enzyme Action. Baltimore: Johns Hopkins Press. стр. 545—580.

## Spoljašnje veze
- Dihydrolipoyllysine-residue+acetyltransferase на 